# عبد العظيم المهنا
عبد العظيم المهنا لاعب كرة قدم سعودي ، يلعب في الوسط لعب سابقاً في نادي النجوم .

## روابط خارجية
- عبد العظيم المهنا على موقع Soccerway.com (الإنجليزية)